# Nautilina (protista)
Nautilina es un género de foraminífero bentónico considerado homónimo posterior de Nautilina Stein, 1850, y sinónimo posterior de Lenticulina de la subfamilia Lenticulininae, de la familia Vaginulinidae, de la superfamilia Nodosarioidea, del suborden Lagenina y del orden Lagenida. Su especie tipo era Nautilina puteolana. Su rango cronoestratigráfico abarcaba el Holoceno.

## Clasificación
Nautilina incluye a la siguiente especie:
- Nautilina puteolana